# دونالد مكاي (مترجم)
دونالد مكاي (بالإنجليزية: Donald McKay)‏ هو مترجم أمريكي، ولد في 1836 في إقليم أوريغون ‏ في الولايات المتحدة، وتوفي في 19 أبريل 1899 في بيندلينتون في الولايات المتحدة.